# ویرایشگر موسیقی

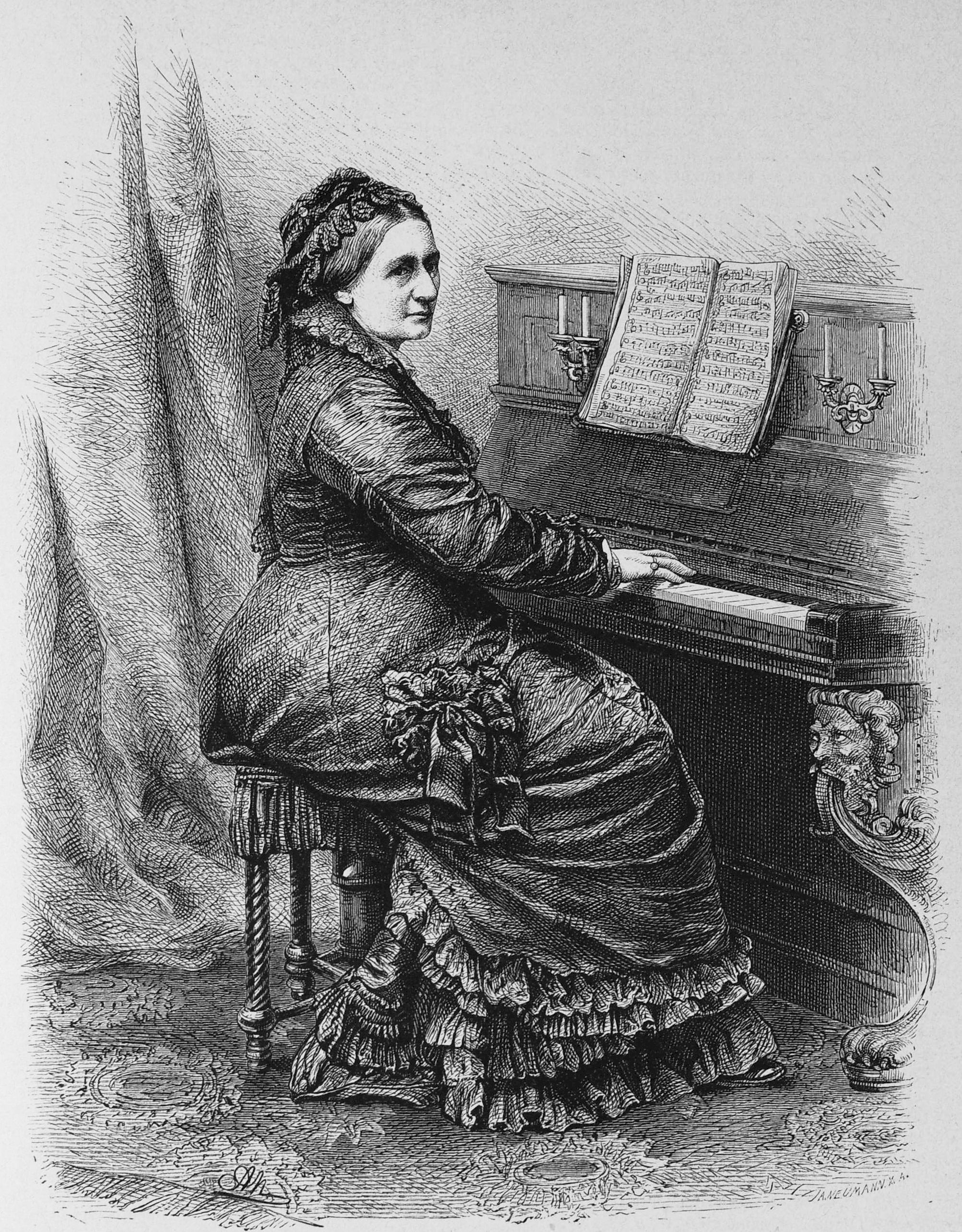
کلارا شومان، پیانیست و آهنگساز سرشناس آلمانی یکی از ویرایشگران معتبر موسیقی در قرن نوزدهم بود که کلیهٔ آثار روبرت شومان و ۲۰ سونات از ساخته‌های دومنیکو اسکارلاتی را ویرایش، اجرا و به چاپ رساند.

ویرایشگر موسیقی (انگلیسی: Music editor) اصطلاحی است که ممکن است به چندین شغل در ارتباط با موسیقی اشاره داشته باشد و شامل غلط‌گیری و تصحیح اشتباهات در پارتیتور برای انتشار یا اجرا و کارهای اضافه‌ای مانند بازنگری در تنظیم موسیقی، ارکستراسیون و حتی گاهی آهنگسازیِ مجددِ قطعات نیز باشد. به‌عنوان مثال در حوزهٔ نشر، ویرایشگر موسیقی به فردی گفته می‌شود که دست‌نوشتهٔ نت‌های موسیقی را برای انتشار آماده می‌کند. تاریخچهٔ استفاده از ویرایشگرهای موسیقی با شروع انتشار آثار مکتوب موسیقی در اروپا از اواخر قرن پانزدهم آغاز شد. در فیلمسازی، ویرایشگر موسیقی شغلی است که در آن شخص به آهنگساز در فرایند ضبط موسیقی کمک می‌کند و موسیقی ضبط‌شده را مطابق با صحنه‌های فیلم ویرایش می‌کند. یا در روزنامه‌نگاری، سردبیر موسیقی به سردبیری گفته می‌شود که بر محتوای اخبار در رابطه با موضوع موسیقی نظارت می‌کند.

## نقش ویرایشگران موسیقی در انتشار
کار و فعالیت ویرایشگر موسیقی در انتشارات، شغلی است که او دست‌نوشته‌های موسیقی را برای انتشار آماده می‌کند؛ این کار شامل غلط‌گیری و تصحیح اشتباهات در پارتیتوری است که برایش ارسال‌ شده است. یا ممکن است شامل کارهای اضافه‌ای مانند بازنگری در تنظیم موسیقی، ارکستراسیون و حتی گاهی آهنگسازیِ مجددِ قطعات نیز باشد. ویرایشگران موسیقی همچنین ممکن است در تعیین اینکه چه نوع موسیقی توسط یک شرکت انتشاراتی منتشر شود، نقش داشته باشند، یا شاید گاهی عضوی از اعضای شورای ارزشیابی در یک شرکت انتشاراتی باشند که در مورد مناسب‌بودن یک اثر برای انتشار در رابطه با کیفیت موسیقی، سبک موسیقی یا بازاریابی نظر می‌دهند.
شرکت‌های انتشاراتی با انواع مختلفی از ویرایشگرهای موسیقی همکاری می‌کنند که ممکن است افرادی از داخل شرکت نشردهنده باشند یا به یک انتشارات بزرگ‌تر که با شرکت‌های انتشاراتی موسیقی کوچک‌تر قرارداد می‌بندد، متصل باشند. بسیاری از ویرایشگران موسیقی ممکن است به صورت حرفه‌ای به‌عنوان تنظیم‌کنندۀ موسیقی یا آهنگساز فعالیت کنند. اکثر ویرایشگران موسیقی در زمینه خاصی از موسیقی مانند موسیقی برای پیانو، موسیقی برای گروه کر، موسیقی ارکسترال یا جاز تخصص دارند، ویرایشگران موسیقی فعال، معمولاً دارای مدرک دانشگاهی در زمینه موسیقی با پیشینه‌ای قوی در زمینهٔ تئوری موسیقی، تاریخ موسیقی و شیوه‌های اجرا هستند.
ویرایشگرانی که در زمینهٔ موسیقی کلاسیک فعالیت می‌کنند ممکن است مهارت‌های تخصصی داشته باشند. این تخصص‌ها شامل کار با اسنادی است که گاه قرن‌ها قدمت دارند، از جمله نت‌های دست‌نویس و قطعاتی که توسط حکاکی‌های اروپایی یا چاپخانه‌های اولیه که با نت‌نویسی موسیقی معاصر و شیوه‌های قالب‌بندی موسیقی مطابقت ندارند، ساخته شده‌اند. در این موارد، ویرایشگران موسیقی باید نت‌ها را تجزیه و تحلیل کنند و آن‌ها را در قالب نت‌نویسی موسیقی امروزی رونویسی کنند.

## تاریخچه اولیه
استفاده از ویرایشگرهای موسیقی به آغاز انتشار موسیقی در اروپا (اواخر قرن پانزدهم) بازمی‌گردد. اگرچه معمولاً از افرادی که در این شغل کار می‌کردند، نامی برده نمی‌شد. یکی از اولین ویرایشگران شناخته‌شدهٔ موسیقی، راهب صومعهٔ دومنیکن، پتروس کاستلانوس (۱۵۵۲–۱۴۴۰) اهل ونیز در نیمهٔ اول قرن شانزدهم بود که برای انتشارات «وتاویانو پتروچی» کار می‌کرد. یکی دیگر از ویرایشگران سرشناس موسیقی اولیه، آهنگساز ایتالیایی فرانچسکو د لایوله (۱۵۴۰–۱۴۹۲) بود که برای انتشارات «ژاک مدرن» مستقر در لیون فرانسه فعالیت می‌کرد.

## نقش ویرایشگر موسیقی در فیلم
فعالیت ویرایشگران موسیقی در فیلم شامل کمک به آهنگساز فیلم و تصمیم‌گیری در بارهٔ موسیقی متن است. کار عمدهٔ آنها معمولاً شامل استخدام نوازندگان،
یادداشت‌برداری در جلسات ضبط، ایجاد بُرش‌های پیشنهادی، و در نهایت ویرایش مطالبِ ضبط‌شده برای تناسب موسیقی با فیلم است.

## یادداشت
1. ↑  Petrus Castellanus
2. ↑  Ottaviano Petrucci
3. ↑  Francesco de Layolle
4. ↑  Jacques Moderne